# Andri Struzina

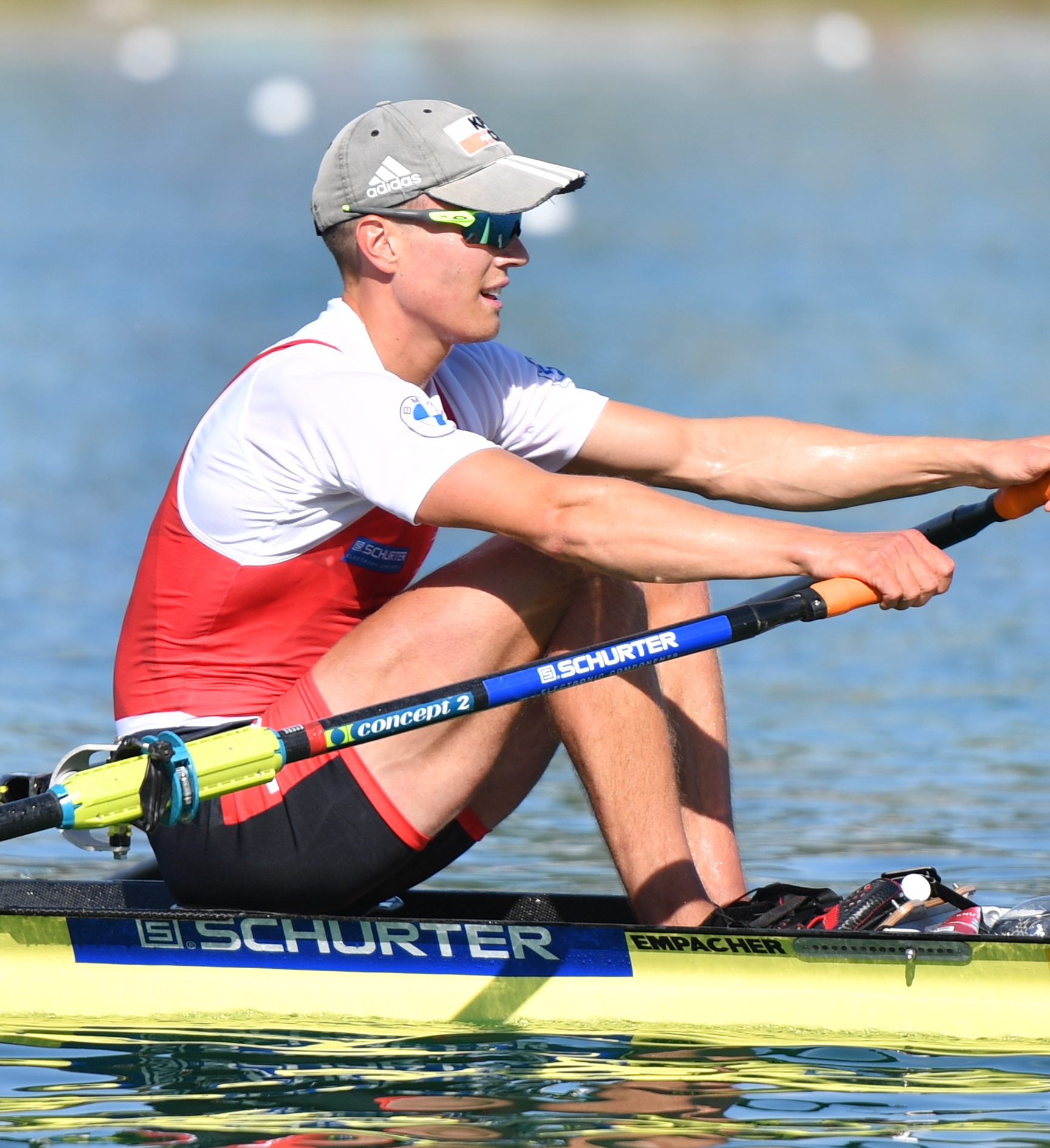
Struzina rudert bei den Europameisterschaften 2022 in München im Leichtgewichts-Einer.

Andri Struzina (* 26. Mai 1997) ist ein Schweizer Leichtgewichts-Ruderer. Er gewann bis 2023 eine Goldmedaille bei Weltmeisterschaften und zwei Bronzemedaillen bei Europameisterschaften.

## Sportliche Karriere
Andri Struzina belegte bei den U23-Weltmeisterschaften 2016 den sechsten Platz im Leichtgewichts-Vierer ohne Steuermann. Ein Jahr später siegte er bei den U23-Weltmeisterschaften 2017 im Leichtgewichts-Doppelvierer. Bei den Weltmeisterschaften 2017 in der Erwachsenenklasse belegte Struzina mit dem Leichtgewichts-Doppelvierer den sechsten Platz. 2018 trat Struzina mit Julian Müller in der olympischen Bootsklasse Leichtgewichts-Doppelzweier an. Die beiden erreichten bei den Europa- und bei den Weltmeisterschaften aber jeweils nur das C-Finale. Bei den Weltmeisterschaften 2019 ruderten Andri Struzina und Fiorin Rüedi gar im D-Finale.
Wegen der COVID-19-Pandemie fanden die Europameisterschaften 2020 in Posen erst im Oktober statt. Struzina trat mit Jan Schäuble an und belegte den fünften Platz im Leichtgewichts-Doppelzweier. Bereits im April 2021 wurden die Europameisterschaften in Varese ausgetragen. Schäuble und Struzina erreichten auch hier als Fünfte das Ziel. Bei der letzten Qualifikationsregatta für die Olympischen Spiele wurden die beiden Sechste, nur die beiden ersten Boote durften in Tokio antreten.
2022 trat Andri Struzina im Weltcup einmal mit Jan Schäuble und einmal mit Raphaël Ahumada an. Bei den Europameisterschaften in München ruderten Schäuble und Ahumada im Leichtgewichts-Doppelzweier und Struzina ruderte im Leichtgewichts-Einer. Im Einer siegte der Grieche Antonios Papakonstantinou mit zwei Sekunden Vorsprung vor dem Italiener Gabriel Soares. Sieben Sekunden hinter Soares überquerte Struzina als Dritter die Ziellinie. Einen Monat später bei den Weltmeisterschaften in Račice u Štětí siegte Soares vor Papakonstantinou. Struzina beendete das Finale abgeschlagen als Sechster und Letzter. 2023 bei den Europameisterschaften in Bled siegte der Franzose Hugo Borey im Leichtgewichts-Einer vor dem Italiener Niels Torre. Fünf Sekunden dahinter gewann Struzina erneut die Bronzemedaille. Drei Monate später bei den Weltmeisterschaften in Belgrad siegte Struzina mit zweieinhalb Sekunden Vorsprung vor Torre, Dritter wurde der Pole Artur Mikołajczewski.
Andri Struzina rudert für den See-Club Zug. Andris jüngerer Bruder Gian Struzina ist ebenfalls als Ruderer aktiv.